# Голмуд
Голмуд (кит. спр. 格尔木市, піньїнь: Ge'ermu Shì) — місто-повіт в західнокитайській провінції Цинхай, Хайсі-Монголо-Тибетська автономна префектура. Друге за населенням міське поселення у провінції і третє (з урахуванням Лхаси) у Тибетському регіоні КНР.

## Географія
Голмуд розташовується на півночі Тибетського плато у межах западини Цайдам. Територія повіту складає понад 120 тисяч км², власне місто займає лише 72 км² побіля однойменної річки. Західна частина Юйшу-Тибетської автономної префектури відділяє ексклав Танглашань.

### Клімат
Місто знаходиться у зоні, котра характеризується кліматом пустель помірного поясу. Найтепліший місяць — липень із середньою температурою 17.8 °C (64 °F). Найхолодніший місяць — січень, із середньою температурою -11.1 °С (12 °F).
| Клімат Голмуда          | Клімат Голмуда | Клімат Голмуда | Клімат Голмуда | Клімат Голмуда | Клімат Голмуда | Клімат Голмуда | Клімат Голмуда | Клімат Голмуда | Клімат Голмуда | Клімат Голмуда | Клімат Голмуда | Клімат Голмуда | Клімат Голмуда |
| Показник                | Січ.           | Лют.           | Бер.           | Квіт.          | Трав.          | Черв.          | Лип.           | Серп.          | Вер.           | Жовт.          | Лист.          | Груд.          | Рік            |
| Абсолютний максимум, °C | 8              | 10             | 22             | 23             | 26             | 32             | 32             | 32             | 30             | 25             | 15             | 10             | 32             |
| Середній максимум, °C   | −1             | 2              | 9              | 15             | 18             | 22             | 25             | 23             | 20             | 12             | 5              | 0              | 12             |
| Середня температура, °C | −10            | −7             | 0              | 6              | 10             | 14             | 17             | 16             | 11             | 3              | −3             | −9             | 6              |
| Середній мінімум, °C    | −20            | −16            | −9             | −2             | 2              | 7              | 10             | 9              | 3              | −5             | −12            | −18            | −4             |
| Абсолютний мінімум, °C  | −33            | −27            | −26            | −12            | −6             | −2             | 2              | −1             | −3             | −18            | −23            | −28            | −33            |
| Вологість повітря, %    | 40             | 28             | 26             | 25             | 28             | 29             | 35             | 37             | 33             | 33             | 38             | 42             | 33             |
| ----------------------- | -------------- | -------------- | -------------- | -------------- | -------------- | -------------- | -------------- | -------------- | -------------- | -------------- | -------------- | -------------- | -------------- |
| Джерело: Weatherbase    |                |                |                |                |                |                |                |                |                |                |                |                |                |

## Транспорт
Важлива станція Цінхай-Тибетської залізниці на дільниці Сінін — Лхаса, 85% вантажообігу в регіоні проходить через місто.